# John Hassall
John Hassall (Londra, 17 febbraio 1981) è un bassista britannico, è il bassista del gruppo musicale dei Libertines e ha un suo progetto parallelo con gli Yeti.
John decise di intraprendere la carriera musicale quando, rovistando tra la collezione di dischi dei genitori, trovò una copia di Revolver dei Beatles. Acquistò così tutta la loro discografia in ordine cronologico, circa due dischi all'anno, giungendo al punto di esserne totalmente ossessionato. John afferma che se non fosse stato per i Beatles non avrebbe mai deciso di suonare la chitarra, e tantomeno intrapreso una carriera musicale.
Mentre era alle superiori, alla Highgate School, che frequentava insieme a Johnny Borrell dei Razorlight, si unì a un gruppo e finì per suonare il basso. Lo stesso John ha affermato che preferisce suonare il basso alla chitarra perché lo ritiene uno strumento più "corposo".
Suonò in diversi gruppi per un paio di anni, ma nessuno di questi sfondò davvero, fino a che non conobbe Pete Doherty. Un giorno Pete andò a casa della madre di John dopo che un amico comune lo aveva informato del talento musicale di John.
È noto che Doherty non fu intrigato solamente dal talento di John ma anche dal fatto che aveva un equipaggiamento "serio" (un basso Rickenbacker e degli amplificatori decenti).
Il giorno seguente, Doherty tornò a casa di John, ma con il suo amico Carl Barât, e i tre fecero una jam session insieme. La band era quasi al completo e, per suonare la batteria, il trio ingaggiò un certo Mr. Razzcocks, il quale millantava di aver suonato con i Sex Pistols e di avere circa settant'anni.
L'ora completo quartetto suonò a qualche concerto, ma John lasciò il gruppo durante il 2001 per andare al college. Fu poi invitato a riunirsi ai Libertines quando furono ingaggiati dalla casa discografica Rough Trade, poco prima del Natale del 2001, in forza di un concerto in cui suonarono senza bassista, durante il quale la batteria cadde e le corde delle loro chitarre si ruppero.